# Этна (город)
Этна (др.-греч. Αἴτνη) — античный город в восточной Сицилии у подножия одноименного вулкана.
Город был основан тираном Гиероном I на месте халкидской Катаны, всех граждан которой в 476 году до н. э. переселили в Леонтины. В современной историографии существует популярная точка зрения, согласно которой депортации населения из Катаны и Наксоса были частью «националистической политики» Диноменидов, и отражали этнический антагонизм между дорийцами и халкидянами-ионийцами.
Район горы Этна и Катаны имел стратегическое значение для Диноменидов, и еще Гелон, иерофант Деметры, намеревался выстроить в городе храм этой богини. Его преемник, по-видимому, собирался превратить Катану в опорную базу, и, возможно, даже хотел ее сделать новой столицей.
Для заселения Этны на Пелопоннесе было навербовано 5 тыс. колонистов, и еще столько же направлено из Сиракуз. В состав сиракузских переселенцев входили бывшие жители Мегары Гиблейской и Гелы, переселенные еще Гелоном, некоторое количество коренных сиракузян и наемников-ветеранов. Для обеспечения колонистов землей был использован земельный фонд Катаны, а также заняты пограничные земли, в том числе и принадлежавшие сикулам. В городе были введены дорийские законы, и существовали обычные для дорийцев филы Памфилов и Гилеев. Тираном-наместником был назначен единственный сын Гиерона Диномен, которому в то время было не больше восьми лет, поэтому фактическим правителем стал зять тирана Хромий Этнейский.
С конца 470-х годов до н. э. Этна стала официальной резиденцией Гиерона, ставшего верховным жрецом культа Зевса Этнейского. В 470 году до н. э. на Пифийских играх тиран именовался Этнейским, а на Олимпийских играх 468 года до н. э. — Этнейским и Сиракузским.
Около 474 года до н. э. в городе началась чеканка монеты: тетрадрахм и драхм. На реверсе и тех и других изображался сидящий Зевс с молнией и скипетром с орлом; на аверсах тетрадрахм, по сиракузскому обычаю чеканили квадригу и Нику, на драхмах — всадника.
Основание Этны было воспето Пиндаром в Первой пифийской оде:
Прибывший на Сицилию Эсхил написал не дошедшую до нас трагедию «Этниянки», где представил основание полиса как брак нимфы Этны и Зевса, от которого родились Палики, игравшие большую роль в религии сикулов.
Гиерон умер в Этне в 467/466 году до н. э., и был погребен в этом городе. В 461 году до н. э. вождь сикулов Дукетий с помощью с сиракузян изгнал колонистов из Этны, снова переименованной в Катану. Гробница Гиерона была разрушена. Прежние жители получили возможность вернуться в родной город, но исследователи полагают, что воспользовались этим правом немногие, так как население Леонтин не уменьшилось.
Этнейский полис был перенесен в Инессу (ныне Санта-Мария-ди-Ликодия), расположенную в 12 милях (80 стадиях) к северо-западу от Катаны, недалеко от Кентурипы, в гористой местности у самого подножья вулкана. В дальнейшем город упоминался то как Этна, то как Инесса.
Предполагается, что Диномен остался правителем новой Этны, основателем которой также был объявлен Гиерон. В городе чеканили монеты с головой Силена на аверсе, и сидящим Зевсом с орлом на хвойном дереве — на реверсе. В 451 году до н. э. город был захвачен Дукетием.
Фукидид называет Этну Инессой, и пишет, что в ходе Первой Сицилийской экспедиции зимой 426/425 года до н. э. афиняне вместе с сицилийскими союзниками и сикулами, отложившимися от Сиракуз, напали на город, акрополь которого был занят противником, но потерпели поражение и понесли большие потери.
После установления в Сиракузах тирании Дионисия Старшего Этна была занята сиракузскими изгнанниками, но в 403 году до н. э. тиран захватил и ее, а в 400 году до н. э. основал неподалеку город Адран.
Во времена Страбона Этна была пунктом, из которого начинали восхождения на вулкан, а местные жители принимали у себя путешественников и служили проводниками.